# Andrea Aiuti
Andrea Aiuti (Roma, 17 giugno 1849 – Roma, 28 aprile 1905) è stato un cardinale e arcivescovo cattolico italiano.

## Biografia
Nacque a Roma il 17 giugno 1849.
Papa Leone XIII lo elevò al rango di cardinale nel concistoro del 22 giugno 1903.
Partecipò al concistoro del 1903 che elesse Pio X.
Morì il 28 aprile 1905 all'età di 55 anni.

## Genealogia episcopale e successione apostolica
La genealogia episcopale è:
- Cardinale Scipione Rebiba
- Cardinale Giulio Antonio Santori
- Cardinale Girolamo Bernerio, O.P.
- Arcivescovo Galeazzo Sanvitale
- Cardinale Ludovico Ludovisi
- Cardinale Luigi Caetani
- Cardinale Ulderico Carpegna
- Cardinale Paluzzo Paluzzi Altieri degli Albertoni
- Papa Benedetto XIII
- Papa Benedetto XIV
- Cardinale Enrico Enriquez
- Arcivescovo Manuel Quintano Bonifaz
- Cardinale Buenaventura Córdoba Espinosa de la Cerda
- Cardinale Giuseppe Maria Doria Pamphilj
- Papa Pio VIII
- Papa Pio IX
- Cardinale Alessandro Franchi
- Cardinale Giovanni Simeoni
- Cardinale Antonio Agliardi
- Arcivescovo George Porter, S.I.
- Cardinale Andrea Aiuti

La successione apostolica è:
- Vescovo Adolphus Edwin Medlycott (1887)
- Vescovo Jean-Marie Barthe, S.I. (1890)
- Arcivescovo Emmanuel Alfonso van den Bosch, O.F.M.Cap. (1891)